# Зладовце
Зладовце је насеље у Србији у општини Трговиште у Пчињском округу. Према попису из 2022. било је 62 становника (према попису из 2002. било је 114 становника).

## Демографија
У насељу Зладовце живи 98 пунолетних становника, а просечна старост становништва износи 41,3 година (39,0 код мушкараца и 44,5 код жена). У насељу има 37 домаћинстава, а просечан број чланова по домаћинству је 3,08.
Ово насеље је великим делом насељено Србима (према попису из 2002. године), а у последња три пописа, примећен је пад у броју становника.
|  |

| Демографија | Демографија | Демографија |
| Година      | Становника  | Становника  |
| ----------- | ----------- | ----------- |
| 1948.       | 338         |             |
| 1953.       | 335         |             |
| 1961.       | 306         |             |
| 1971.       | 295         |             |
| 1981.       | 197         |             |
| 1991.       | 142         | 142         |
| 2002.       | 114         | 114         |
| 2011.       | 99          |             |

| Етнички састав према попису из 2002.‍ | Етнички састав према попису из 2002.‍ | Етнички састав према попису из 2002.‍ | Етнички састав према попису из 2002.‍ | Етнички састав према попису из 2002.‍ |
| ------------------------------------ | ------------------------------------ | ------------------------------------ | ------------------------------------ | ------------------------------------ |
|                                      |                                      |                                      |                                      |                                      |
| Срби                                 | Срби                                 |                                      | 113                                  | 99,12%                               |
| непознато                            | непознато                            |                                      | 1                                    | 0,87%                                |

| Година пописа     | 1948. | 1953. | 1961. | 1971. | 1981. | 1991. | 2002. |
| ----------------- | ----- | ----- | ----- | ----- | ----- | ----- | ----- |
| Број домаћинстава | 45    | 42    | 40    | 40    | 44    | 39    | 37    |

| Број чланова      | 1 | 2 | 3 | 4  | 5 | 6 | 7 | 8 | 9 | 10 и више | Просек |
| ----------------- | - | - | - | -- | - | - | - | - | - | --------- | ------ |
| Број домаћинстава | 6 | 7 | 9 | 10 | 4 | 0 | 1 | 0 | 0 | 0         | 3,08   |

| Пол    | Укупно | Неожењен/Неудата | Ожењен/Удата | Удовац/Удовица | Разведен/Разведена | Непознато |
| ------ | ------ | ---------------- | ------------ | -------------- | ------------------ | --------- |
| Мушки  | 59     | 24               | 31           | 3              | 0                  | 1         |
| Женски | 41     | 4                | 30           | 7              | 0                  | 0         |
| УКУПНО | 100    | 28               | 61           | 10             | 0                  | 1         |

| Пол    | Укупно                    | Пољопривреда, лов и шумарство | Рибарство                            | Вађење руде и камена | Прерађивачка индустрија       |
| ------ | ------------------------- | ----------------------------- | ------------------------------------ | -------------------- | ----------------------------- |
| Мушки  | 41                        | 9                             | 0                                    | 0                    | 18                            |
| Женски | 20                        | 4                             | 0                                    | 0                    | 15                            |
| УКУПНО | 61                        | 13                            | 0                                    | 0                    | 33                            |
| Пол    | Производња и снабдевање   | Грађевинарство                | Трговина                             | Хотели и ресторани   | Саобраћај, складиштење и везе |
| Мушки  | 0                         | 2                             | 1                                    | 1                    | 1                             |
| Женски | 0                         | 0                             | 0                                    | 0                    | 0                             |
| УКУПНО | 0                         | 2                             | 1                                    | 1                    | 1                             |
| Пол    | Финансијско посредовање   | Некретнине                    | Државна управа и одбрана             | Образовање           | Здравствени и социјални рад   |
| Мушки  | 0                         | 0                             | 7                                    | 2                    | 0                             |
| Женски | 0                         | 0                             | 0                                    | 0                    | 0                             |
| УКУПНО | 0                         | 0                             | 7                                    | 2                    | 0                             |
| Пол    | Остале услужне активности | Приватна домаћинства          | Екстериторијалне организације и тела | Непознато            | Непознато                     |
| Мушки  | 0                         | 0                             | 0                                    | 0                    | 0                             |
| Женски | 1                         | 0                             | 0                                    | 0                    | 0                             |
| УКУПНО | 1                         | 0                             | 0                                    | 0                    | 0                             |